# Instituto de Estadística de Cataluña

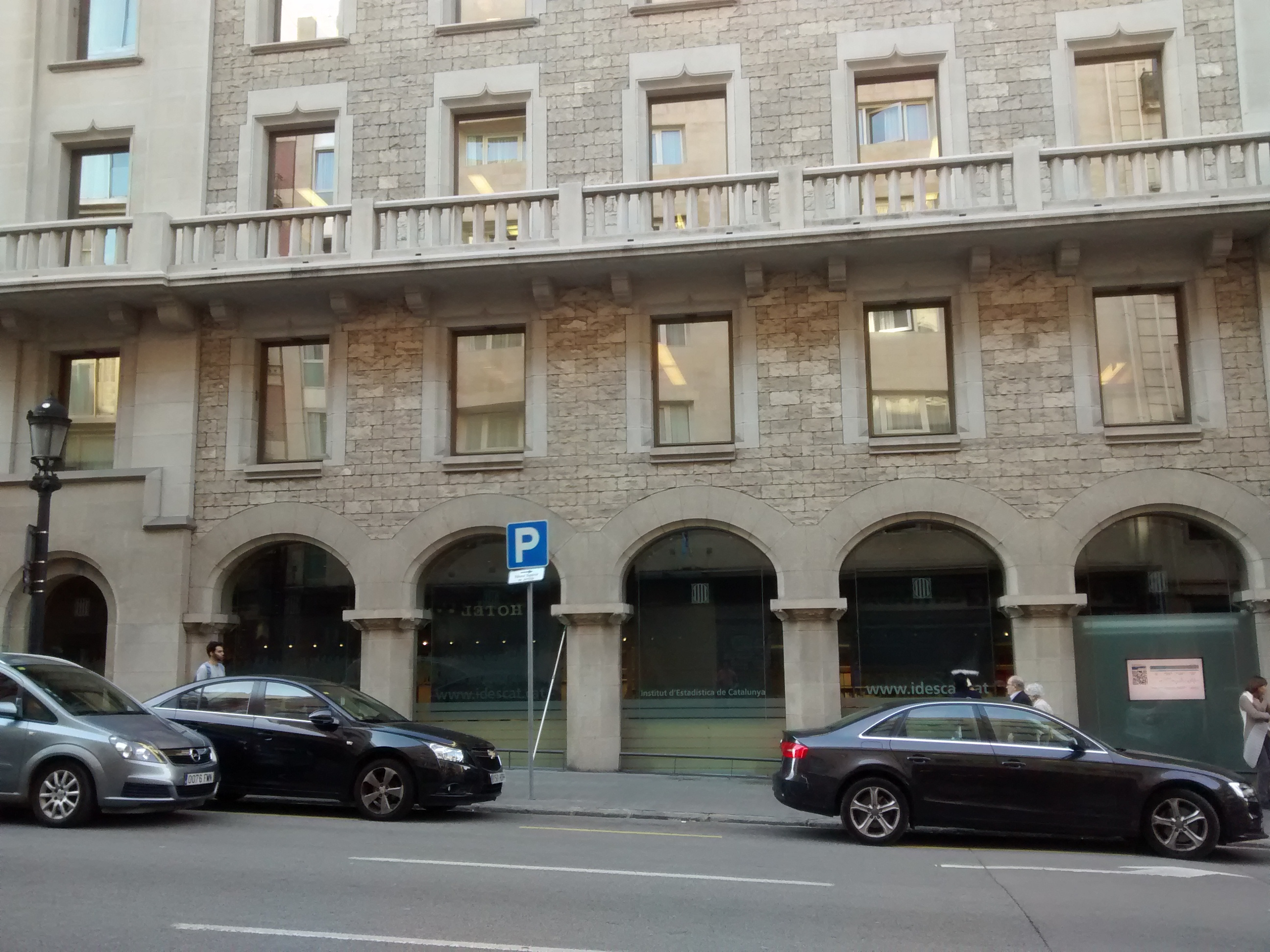
Instituto de Estadística de Cataluña

El Instituto de Estadística de Cataluña (Idescat) (en catalán: Institut d'Estadística de Catalunya) es el organismo oficial de estadística de la comunidad autónoma de Cataluña (España). Se responsabiliza de las funciones de planificación, normalización, coordinación y gestión del sistema estadístico de Cataluña.
Es un organismo autónomo de carácter administrativo, adscrito al Departamento de Economía y Finanzas de la Generalidad de Cataluña, con personalidad jurídica propia, con autonomía administrativa y financiera y con plena capacidad de obrar en el ámbito de sus competencias, de acuerdo con la ley.